# 随机试验
随机试验是概率论的一个基本概念。
概括地讲，在概率论中把符合下面三个特点的试验叫做随机试验：
1. 可以在相同的条件下重复的进行。
2. 每次试验的可能结果不止一个，并且能事先明确试验的所有可能结果。
3. 进行一次试验之前不能确定哪一个结果会出现。

## 例子
示例1：抛一枚硬币，观察正面和反面出现的情况。
示例2：抛两颗骰子，观察出现的点数情况。
示例3：在一个装满红色和蓝色小球的不透明罐子里抽取  两枚球，观察出现的小球颜色。